# Список хет-триков чемпионата мира по футболу

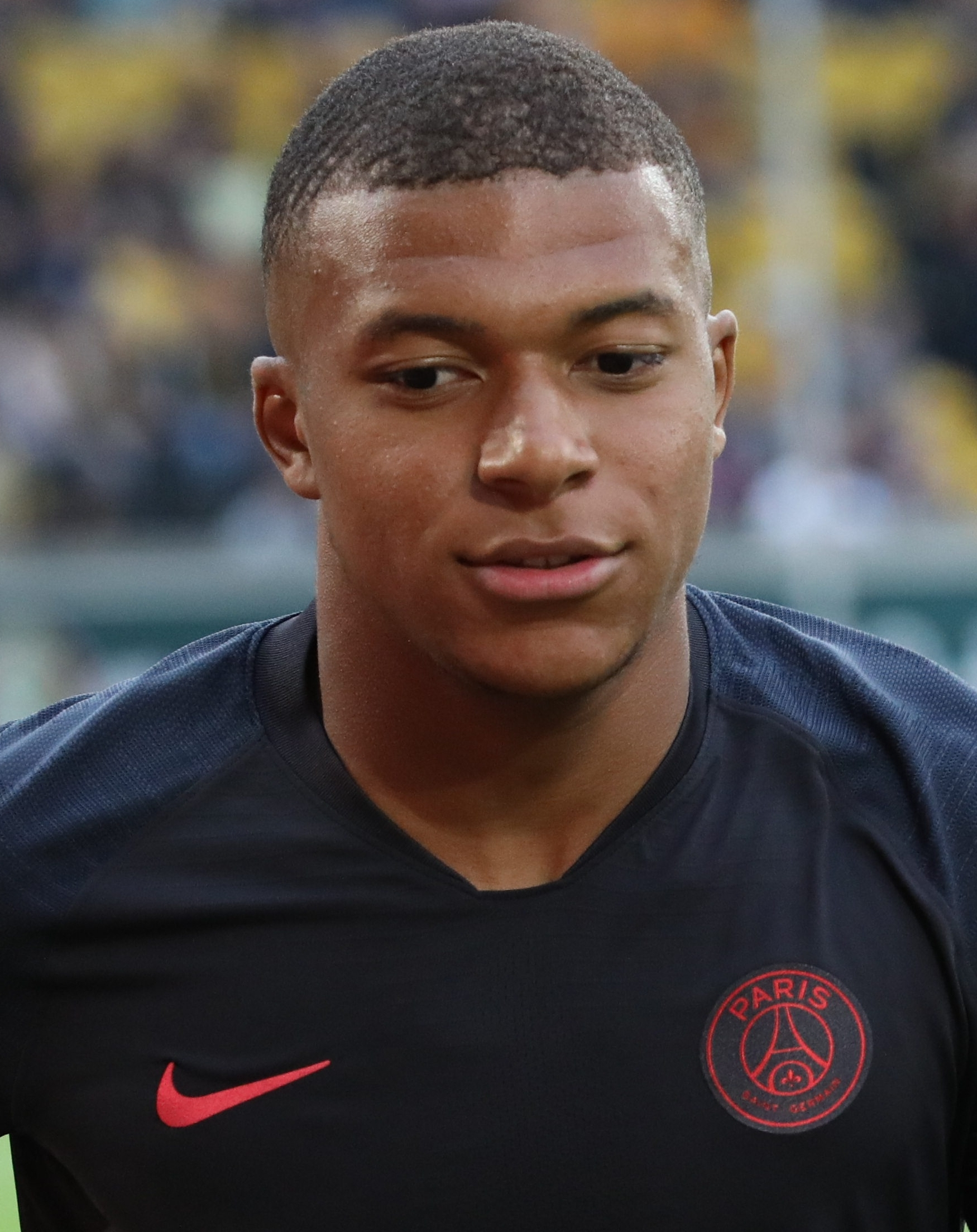
Килиан Мбаппе — автор последнего на данный момент хет-трика на чемпионате мира

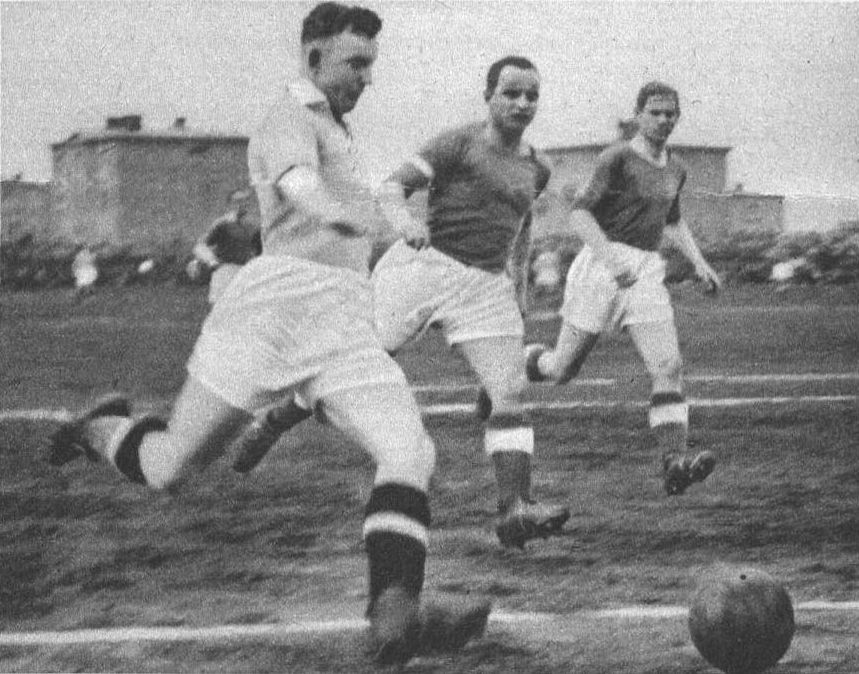
Эрнест Вилимовский (с мячом) первым забил четыре гола в одной игре мирового кубка

Ниже представлен список всех футболистов, оформлявших хет-трики на чемпионатах мира, то есть забивавших не менее трёх голов в одном матче финального турнира чемпионата мира (матчи отборочных соревнований не учитываются). Хет-трики на мировых первенствах относительно редкое явление — за 964 матча на 22 турнирах, в которых было забито 2720 голов, всего 54 раз одному футболисту удавалось поразить ворота трижды и более за игру. Три и более мяча за игру удавалось забить только игрокам из европейских и американских команд.
Автором первого хет-трика стал американец Берт Пэтноуд, который забил три мяча в матче своей сборной против Парагвая на первом чемпионате мира 1930 года в Уругвае. Последний на данный момент хет-трик оформил Килиан Мбаппе в финале чемпионата мира 2022 года против сборной Аргентины.
Шестеро футболистов забивали по четыре гола за игру: Эрнест Вилимовский (1938), Адемир (1950), Шандор Кочиш (1954), Жюст Фонтен (1958), Эйсебио (1966) и Эмилио Бутрагеньо (1986). Единственным автором пяти мячей в одной встрече является игрок сборной России Олег Саленко, которому удалось сделать это в матче против Камеруна на мундиале 1994 года.
В трёх матчах мировых чемпионатов было зафиксировано по два хет-трика. Так, треблы шведов Густава Веттерстрёма и Харри Андерссона обеспечили уверенную победу их сборной в четвертьфинальном матче против Кубы на чемпионате 1938 года. На том же турнире в драматичном поединке 1/8 финала между командами Бразилии и Польши четыре гола форварда бело-красных Эрнеста Вилимовского не помогли полякам одержать верх — латиноамериканцы, у которых тремя голами отметился Леонидас, победили в дополнительное время 6:5. А на чемпионате мира 1954 года хозяева турнира швейцарцы, в составе которых три гола забил Йозеф Хюги, в напряжённом матче 1/4 финала уступили 5:7 сборной Австрии, которой помогли победить три точных удара Теодора Вагнера.
Помимо Эрнеста Вилимовского и Йозефа Хюги хет-трик в составе проигравшей команды ещё сделал советский футболист Игорь Беланов, три мяча которого не спасли СССР от поражения в овертайме со счётом 3:4 в матче 1/8 финала чемпионата 1986 года против Бельгии.
В финалах чемпионатов мира хет-трик был зафиксирован дважды: в финале 1966 года хет-трик сделал стал англичанин Джефф Херст, забивший сборной ФРГ, в финале 2022 года хет-трик в ворота сборной Аргентины оформил француз Килиан Мбаппе.

## История первого хет-трика
До 10 ноября 2006 года не было единого мнения о том, кто был автором первого хет-трика. Долгое время аргентинец Гильермо Стабиле считался игроком, которому впервые удалось поразить ворота противника три раза в одном матче на чемпионате мира. 19 июля 1930 года форвард латиноамериканцев оформил хет-трик в матче с командой Мексики, завершившийся победой его сборной 6:3. Но за два дня до этого американец Берт Пэтноуд уже забил три гола в ворота парагвайцев, что позволило его команде одержать вторую победу в группе со счётом 3:0. Правда все три гола (10', 15' и 50') были записаны на счёт Пэтноуда только Федерацией футбола США. В протоколе же матча и других официальных документах либо первый мяч присваивался партнёру Пэтноуда по сборной Тому Флори, либо гол на 15-й минуте считался автоголом парагвайского защитника. И лишь через 76 лет после этого матча ФИФА официально объявила о том, что все три гола были забиты Пэтноудом, который после этого теперь уже полноправно становится автором первого хет-трика.
Из-за того, что сохранилось мало документальных свидетельств довоенных чемпионатов, существует ещё ряд споров по поводу хет-триков на этих первенствах. Так, некоторые источники называют Туре Келлера автором второго хет-трика шведов в матче против Кубы на турнире 1938 года. Иногда также утверждается об ещё одном хет-трике, который оформил венгерский футболист Дьюла Женгеллер в полуфинальном матче против Швеции на том же первенстве. Но в протоколе на сайте ФИФА мяч, забитый на 19-й минуте того матча, значится как автогол Свена Якобссона.

## Список хет-триков
Данные в таблице отсортированы по дате оформления хет-трика. При сортировке по графе «Счёт» сначала учитывается разница мячей в матче, а затем общее количество голов, забитых командой автора хет-трика. Сортировка по столбцу «Голы» осуществляется вначале по количеству голов, после по времени, которое потребовалось на забитие всех мячей (разница минут последнего и первого гола) и в заключение по минуте первого гола. Также в комментариях к голам указаны минуты, на которых они были забиты.
Начиная со второго хет-трика одного футболиста, в скобках указывается, какой это для него по счёту хет-трик, например, (2). Игроки, становившиеся также и лучшими бомбардирами, отмечены . Если футболист вместе со своей сборной завоевал медали на первенстве, то он выделен золотым, серебряным или бронзовым фоном в зависимости от занятого его командой места.
| #  | Игрок                  | Страна       | Счёт           | Соперник          | Голы | Чемпионат мира       | Стадия            | Место проведения матча             | Дата матча      | Прим.  |
| -- | ---------------------- | ------------ | -------------- | ----------------- | ---- | -------------------- | ----------------- | ---------------------------------- | --------------- | ------ |
| 1  | Берт Пэтноуд           | США          | 3:0            | Парагвай          | 3    | Уругвай, 1930        | Групповой этап    | «Гран Парк Сентраль», Монтевидео   | 17 июля 1930    | [ 3 ]  |
| 2  | Гильермо Стабиле       | Аргентина    | 6:3            | Мексика           | 3    | Уругвай, 1930        | Групповой этап    | «Сентенарио», Монтевидео           | 19 июля 1930    | [ 16 ] |
| 3  | Хосе Педро Сеа         | Уругвай      | 6:1            | Югославия         | 3    | Уругвай, 1930        | Полуфинал         | «Сентенарио», Монтевидео           | 27 июля 1930    | [ 25 ] |
| 4  | Анджело Скьявио        | Италия       | 7:1            | США               | 3    | Италия, 1934         | 1/8 финала        | «Национале ПНФ», Рим               | 27 мая 1934     | [ 26 ] |
| 5  | Эдмунд Конен           | Германия     | 5:2            | Бельгия           | 3    | Италия, 1934         | 1/8 финала        | «Джованни Берта», Флоренция        | 27 мая 1934     | [ 27 ] |
| 6  | Олдржих Неедлы         | Чехословакия | 3:1            | Германия          | 3    | Италия, 1934         | Полуфинал         | «Национале ПНФ», Рим               | 3 июня 1934     | [ 28 ] |
| 7  | Эрнест Вилимовский     | Польша       | 5:6 (доп. вр.) | Бразилия          | 4    | Франция, 1938        | 1/8 финала        | «Ла Мено», Страсбург               | 5 июня 1938     | [ 5 ]  |
| 8  | Леонидас да Силва      | Бразилия     | 6:5 (доп. вр.) | Польша            | 3    | Франция, 1938        | 1/8 финала        | «Ла Мено», Страсбург               | 5 июня 1938     | [ 5 ]  |
| 9  | Густав Веттерстрём     | Швеция       | 8:0            | Куба              | 3    | Франция, 1938        | Четвертьфинал     | «Форт Карре», Антиб                | 12 июня 1938    | [ 11 ] |
| 10 | Харри Андерссон        | Швеция       | 8:0            | Куба              | 3    | Франция, 1938        | Четвертьфинал     | «Форт Карре», Антиб                | 12 июня 1938    | [ 11 ] |
| 11 | Оскар Мигес            | Уругвай      | 8:0            | Боливия           | 3    | Бразилия, 1950       | Групповой этап    | «Индепенденсия», Белу-Оризонти     | 2 июля 1950     | [ 29 ] |
| 12 | Адемир                 | Бразилия     | 7:1            | Швеция            | 4    | Бразилия, 1950       | Финальная группа  | «Маракана», Рио-де-Жанейро         | 9 июля 1950     | [ 6 ]  |
| 13 | Шандор Кочиш           | Венгрия      | 9:0            | Республика Корея  | 3    | Швейцария, 1954      | Групповой этап    | «Хардтурм», Цюрих                  | 17 июня 1954    | [ 30 ] |
| 14 | Эрих Пробст            | Австрия      | 5:0            | Чехословакия      | 3    | Швейцария, 1954      | Групповой этап    | «Хардтурм», Цюрих                  | 19 июня 1954    | [ 31 ] |
| 15 | Карлос Борхес          | Уругвай      | 7:0            | Шотландия         | 3    | Швейцария, 1954      | Групповой этап    | «Санкт-Якоб Парк», Базель          | 19 июня 1954    | [ 32 ] |
| 16 | Шандор Кочиш (2)       | Венгрия      | 8:3            | ФРГ               | 4    | Швейцария, 1954      | Групповой этап    | «Санкт-Якоб Парк», Базель          | 20 июня 1954    | [ 7 ]  |
| 17 | Бурхан Саргын          | Турция       | 7:0            | Республика Корея  | 3    | Швейцария, 1954      | Групповой этап    | «Шармиль», Женева                  | 20 июня 1954    | [ 33 ] |
| 18 | Макс Морлок            | ФРГ          | 7:2            | Турция            | 3    | Швейцария, 1954      | Групповой этап    | «Хардтурм», Цюрих                  | 23 июня 1954    | [ 34 ] |
| 19 | Теодор Вагнер          | Австрия      | 7:5            | Швейцария         | 3    | Швейцария, 1954      | Четвертьфинал     | «Ла Понтез», Лозанна               | 26 июня 1954    | [ 12 ] |
| 20 | Йозеф Хюги             | Швейцария    | 5:7            | Австрия           | 3    | Швейцария, 1954      | Четвертьфинал     | «Ла Понтез», Лозанна               | 26 июня 1954    | [ 12 ] |
| 21 | Жюст Фонтен            | Франция      | 7:3            | Парагвай          | 3    | Швеция, 1958         | Групповой этап    | «Идроттспаркен», Норрчёпинг        | 8 июня 1958     | [ 35 ] |
| 22 | Пеле                   | Бразилия     | 5:2            | Франция           | 3    | Швеция, 1958         | Полуфинал         | «Росунда», Стокгольм               | 24 июня 1958    | [ 36 ] |
| 23 | Жюст Фонтен (2)        | Франция      | 6:3            | ФРГ               | 4    | Швеция, 1958         | Матч за 3-е место | «Уллеви», Гётеборг                 | 28 июня 1958    | [ 8 ]  |
| 24 | Флориан Альберт        | Венгрия      | 6:1            | Болгария          | 3    | Чили, 1962           | Групповой этап    | «Эль Теньенте», Ранкагуа           | 3 июня 1962     | [ 37 ] |
| 25 | Эйсебио                | Португалия   | 5:3            | КНДР              | 4    | Англия, 1966         | Четвертьфинал     | «Гудисон Парк», Ливерпуль          | 23 июля 1966    | [ 9 ]  |
| 26 | Джефф Херст            | Англия       | 4:2 (доп. вр.) | ФРГ               | 3    | Англия, 1966         | Финал             | «Уэмбли», Лондон                   | 30 июля 1966    | [ 38 ] |
| 27 | Герд Мюллер            | ФРГ          | 5:2            | Болгария          | 3    | Мексика, 1970        | Групповой этап    | «Ноу Камп», Леон                   | 7 июня 1970     | [ 39 ] |
| 28 | Герд Мюллер (2)        | ФРГ          | 3:1            | Перу              | 3    | Мексика, 1970        | Групповой этап    | «Ноу Камп», Леон                   | 10 июня 1970    | [ 40 ] |
| 29 | Душан Баевич           | Югославия    | 9:0            | Заир              | 3    | ФРГ, 1974            | Групповой этап    | «Паркштадион», Гельзенкирхен       | 18 июня 1974    | [ 41 ] |
| 30 | Анджей Шармах          | Польша       | 7:0            | Гаити             | 3    | ФРГ, 1974            | Групповой этап    | «Олимпиаштадион», Мюнхен           | 19 июня 1974    | [ 42 ] |
| 31 | Роб Ренсенбринк        | Нидерланды   | 3:0            | Иран              | 3    | Аргентина, 1978      | Групповой этап    | «Суидад де Мендоса», Мендоса       | 3 июня 1978     | [ 43 ] |
| 32 | Теофило Кубильяс       | Перу         | 4:1            | Иран              | 3    | Аргентина, 1978      | Групповой этап    | «Шато Каррерас», Кордова           | 11 июня 1978    | [ 44 ] |
| 33 | Ласло Кишш             | Венгрия      | 10:1           | Сальвадор         | 3    | Испания, 1982        | Групповой этап    | «Нуэво», Эльче                     | 15 июня 1982    | [ 45 ] |
| 34 | Карл-Хайнц Румменигге  | ФРГ          | 4:1            | Чили              | 3    | Испания, 1982        | Групповой этап    | «Эль Молинон», Хихон               | 20 июня 1982    | [ 46 ] |
| 35 | Збигнев Бонек          | Польша       | 3:0            | Бельгия           | 3    | Испания, 1982        | Второй раунд      | «Камп Ноу», Барселона              | 28 июня 1982    | [ 47 ] |
| 36 | Паоло Росси            | Италия       | 3:2            | Бразилия          | 3    | Испания, 1982        | Второй раунд      | «Сарриа», Барселона                | 5 июля 1982     | [ 48 ] |
| 37 | Пребен Элькьер-Ларсен  | Дания        | 6:1            | Уругвай           | 3    | Мексика, 1986        | Групповой этап    | «Неса 86», Несауалькойотль         | 8 июня 1986     | [ 49 ] |
| 38 | Гари Линекер           | Англия       | 3:0            | Польша            | 3    | Мексика, 1986        | Групповой этап    | «Технологико», Монтеррей           | 11 июня 1986    | [ 50 ] |
| 39 | Игорь Беланов          | СССР         | 3:4 (доп. вр.) | Бельгия           | 3    | Мексика, 1986        | 1/8 финала        | «Ноу Камп», Леон                   | 15 июня 1986    | [ 13 ] |
| 40 | Эмилио Бутрагеньо      | Испания      | 5:1            | Дания             | 4    | Мексика, 1986        | 1/8 финала        | «Коррегидора», Керетаро            | 18 июня 1986    | [ 10 ] |
| 41 | Мичел                  | Испания      | 3:1            | Республика Корея  | 3    | Италия, 1990         | Групповой этап    | «Фриули», Удине                    | 17 июня 1990    | [ 51 ] |
| 42 | Томаш Скугравый        | Чехословакия | 4:1            | Коста-Рика        | 3    | Италия, 1990         | 1/8 финала        | «Сан-Никола», Бари                 | 23 июня 1990    | [ 52 ] |
| 43 | Габриэль Батистута     | Аргентина    | 4:0            | Греция            | 3    | США, 1994            | Групповой этап    | «Фоксборо», Фоксборо               | 21 июня 1994    | [ 53 ] |
| 44 | Олег Саленко           | Россия       | 6:1            | Камерун           | 5    | США, 1994            | Групповой этап    | «Стэнфорд», Пало-Альто             | 28 июня 1994    | [ 54 ] |
| 45 | Габриэль Батистута (2) | Аргентина    | 5:0            | Ямайка            | 3    | Франция, 1998        | Групповой этап    | «Парк де Пренс», Париж             | 21 июня 1998    | [ 55 ] |
| 46 | Мирослав Клозе         | Германия     | 8:0            | Саудовская Аравия | 3    | Корея / Япония, 2002 | Групповой этап    | «Саппоро Доум», Саппоро            | 1 июня 2002     | [ 56 ] |
| 47 | Педру Паулета          | Португалия   | 4:0            | Польша            | 3    | Корея / Япония, 2002 | Групповой этап    | «Чонджу», Чонджу                   | 10 июня 2002    | [ 57 ] |
| 48 | Гонсало Игуаин         | Аргентина    | 4:1            | Республика Корея  | 3    | ЮАР, 2010            | Групповой этап    | «Соккер Сити», Йоханнесбург        | 17 июня 2010    | [ 58 ] |
| 49 | Томас Мюллер           | Германия     | 4:0            | Португалия        | 3    | Бразилия, 2014       | Групповой этап    | «Фонте-Нова», Салвадор             | 16 июня 2014    | [ 59 ] |
| 50 | Джердан Шакири         | Швейцария    | 3:0            | Гондурас          | 3    | Бразилия, 2014       | Групповой этап    | «Арена да Амазония», Манаус        | 25 июня 2014    | [ 60 ] |
| 51 | Криштиану Роналду      | Португалия   | 3:3            | Испания           | 3    | Россия, 2018         | Групповой этап    | «Олимпийский стадион Фишт», Сочи   | 15 июня 2018    | [ 61 ] |
| 52 | Харри Кейн             | Англия       | 6:1            | Панама            | 3    | Россия, 2018         | Групповой этап    | «Нижний Новгород», Нижний Новгород | 24 июня 2018    | [ 62 ] |
| 53 | Гонсалу Рамуш          | Португалия   | 6:1            | Швейцария         | 3    | Катар, 2022          | 1/8 финала        | «Национальный стадион», Лусаил     | 6 декабря 2022  | [ 63 ] |
| 54 | Килиан Мбаппе          | Франция      | 3:3 (доп. вр.) | Аргентина         | 3    | Катар, 2022          | Финал             | «Национальный стадион», Лусаил     | 18 декабря 2022 | [ 4 ]  |

Данные откорректированы по состоянию на 18 декабря 2022 года

## Статистика

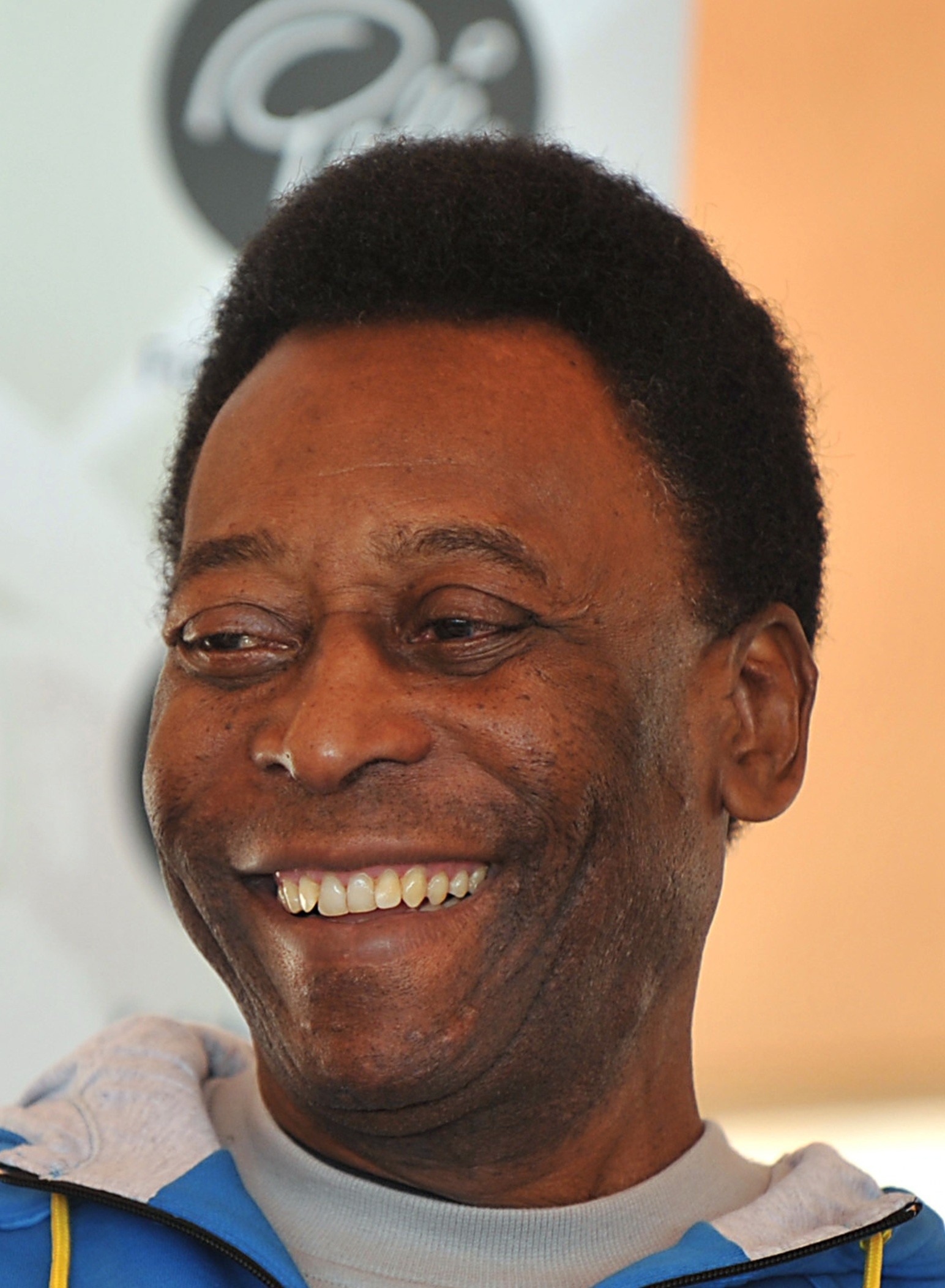
Пеле, благодаря трём мячам в полуфинале кубка мира 1958 года, стал самым молодым автором хет-трика

54 хет-трика чемпионатов мира были забиты 50 футболистами. Шандор Кочиш (1954), Жюст Фонтен (1958), Герд Мюллер (1970) и Габриэль Батистута (1994 и 1998) являются игроками, сделавшими по два хет-трика. Причём Кочиш и Фонтен в одной из игр забили по три гола, в другой — по четыре, а Батистута единственный, кто сделал это на двух различных турнирах.
Форвард венгров Ласло Кишш является обладателем самого быстрого хет-трика — выйдя на замену во втором тайме матча против Сальвадора на кубке мира 1982 года, он поразил ворота три раза менее, чем за семь минут. При этом он единственный игрок, кто забивал хет-трик, выходя со скамейки запасных. А самый ранний хет-трик оформил австриец Эрих Пробст, который забил три гола в матче против Швейцарии на чемпионате 1954 года уже к 24 минуте.
Самым молодым игроком, забившим три гола в одном матче, является легендарный бразилец Пеле, оформивший хет-трик в полуфинальной встрече против Франции на чемпионате 1958 года в возрасте 17 лет и 244 дней. Самый же возрастной автор хет-трика — португальский нападающий Криштиану Роналду, забивший на чемпионате мира 2018 года в ворота сборной Испании в возрасте 33 лет и 4 месяцев. Также это был первый хет-трик в матче, завершившимся вничью.
Двое футболистов забивали хет-трики уже в своих дебютных матчах за сборные — на первом чемпионате мира аргентинец Гильермо Стабиле в первом для себя международном матче трижды поразил ворота Мексики, а на мировом первенстве 1938 года Харри Андерссон оформил хет-трик в первой встрече за сборную Швеции против команды Кубы.

### Хет-трики по чемпионатам мира

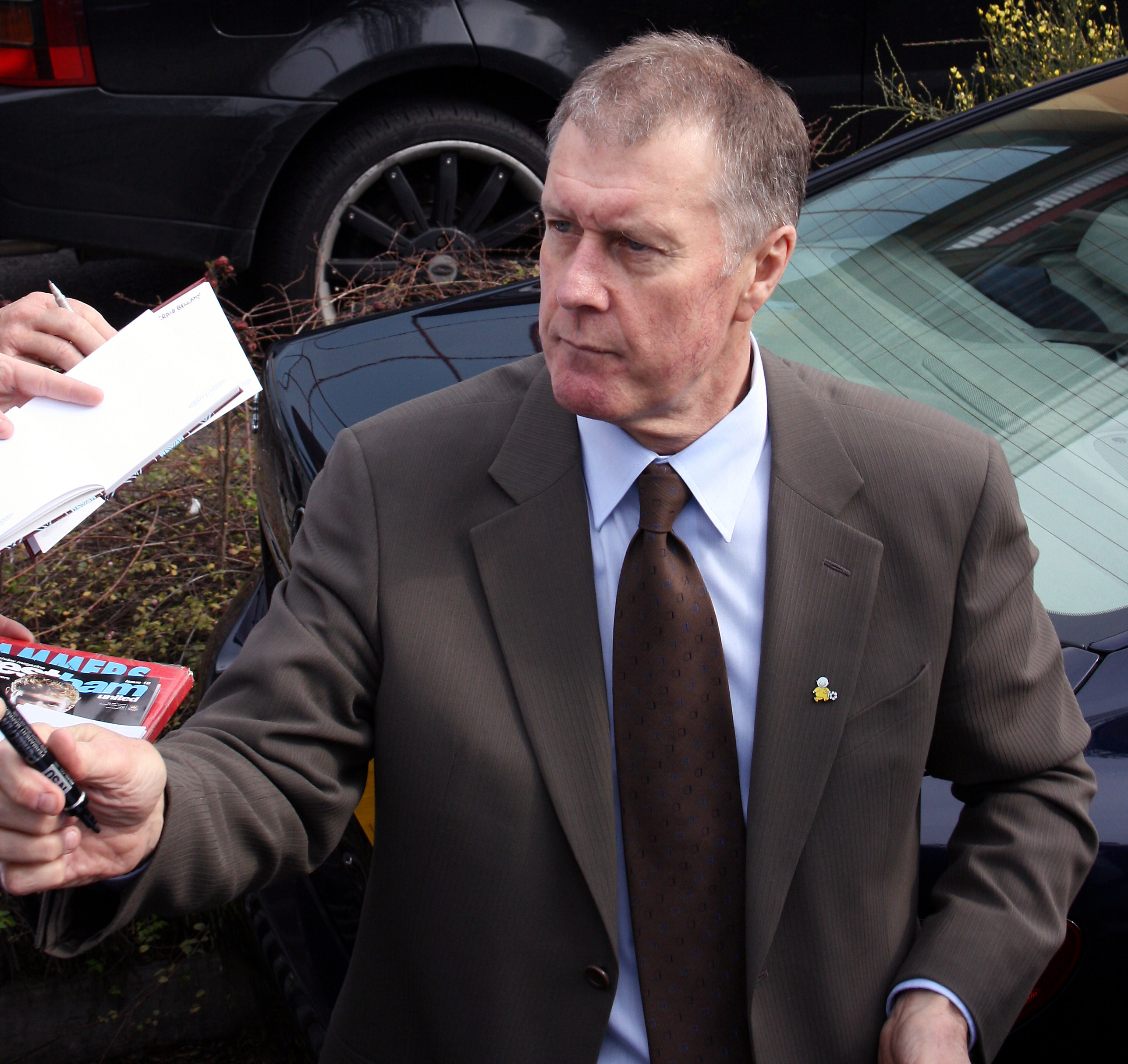
Джеффри Херст стал первым, кому удалось забить три мяча в финале чемпионата мира

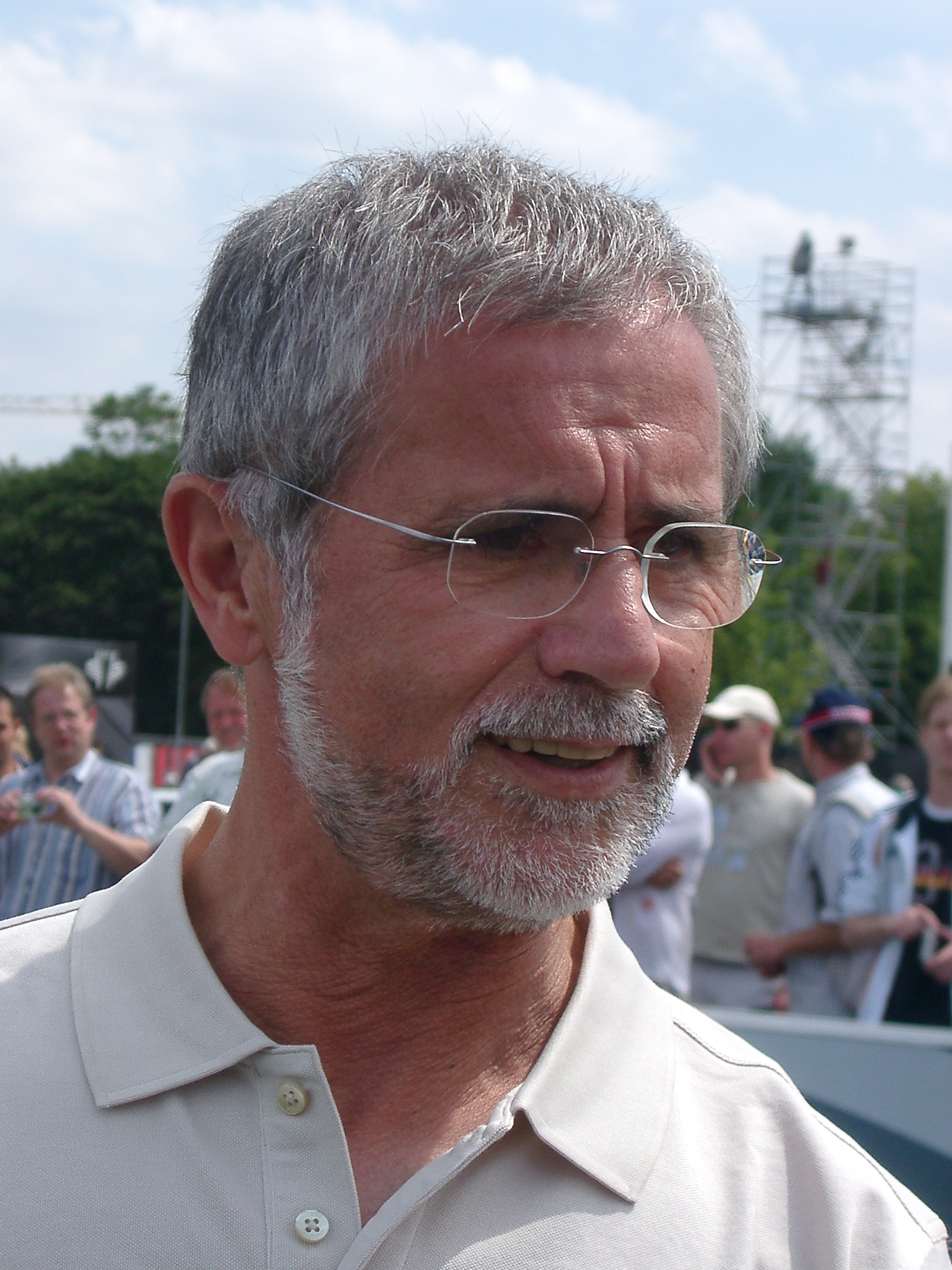
Герд Мюллер — автор двух хет-триков сборной ФРГ на чемпионате мира 1970 года

Турниром, на котором не было оформлено ни одного хет-трика, является чемпионат мира по футболу 2006 года в Германии. Рекордное же число хет-триков было зафиксировано в рамках чемпионата мира 1954 года, прошедшего в Швейцарии — на этом первенстве семь раз игроки праздновали по три забитых мяча в одной игре и ещё в одной встрече в сетке соперников побывало четыре мяча от одного футболиста. В среднем за чемпионат случается 2,45 хет-триков, но на последних девяти турнирах было не более двух хет-триков.
| Чемпионат мира                 | Хет-трики | Игроки                                                                                               |
| ------------------------------ | --------- | --- |
| 1954 Швейцария                 | 8         | Шандор Кочиш (2), Эрих Пробст, Карлос Борхес, Бурхан Саргын, Макс Морлок, Теордор Вагнер, Йозеф Хюги |
| 1938 Франция                   | 4         | Эрнест Вилимовский, Леонидас да Силва, Густав Веттерстрём, Харри Андерссон                           |
| 1982 Испания                   | 4         | Ласло Кишш, Карл-Хайнц Румменигге, Збигнев Бонек, Паоло Росси                                        |
| 1986 Мексика                   | 4         | Пребен Элькьер-Ларсен, Гари Линекер, Игорь Беланов, Эмилио Бутрагеньо                                |
| 1930 Уругвай                   | 3         | Берт Пэтноуд, Гильермо Стабиле, Хосе Сеа                                                             |
| 1934 Италия                    | 3         | Анджело Скьявио, Эдмунд Конен, Олдржих Неедлы                                                        |
| 1958 Швеция                    | 3         | Жюст Фонтен (2), Пеле                                                                                |
| 1950 Бразилия                  | 2         | Оскар Мигес, Адемир                                                                                  |
| 1966 Англия                    | 2         | Эйсебио, Джефф Херст                                                                                 |
| 1970 Мексика                   | 2         | Герд Мюллер (2)                                                                                      |
| 1974 ФРГ                       | 2         | Душан Баевич, Анджей Шармах                                                                          |
| 1978 Аргентина                 | 2         | Роб Ренсенбринк, Теофило Кубильяс                                                                    |
| 1990 Италия                    | 2         | Мичел, Томаш Скугравый                                                                               |
| 1994 США                       | 2         | Габриэль Батистута, Олег Саленко                                                                     |
| 2002 Япония / Республика Корея | 2         | Мирослав Клозе, Педру Паулета                                                                        |
| 2014 Бразилия                  | 2         | Томас Мюллер, Джердан Шакири                                                                         |
| 2018 Россия                    | 2         | Криштиану Роналду, Гарри Кейн                                                                        |
| 2022 Катар                     | 2         | Гонсалу Рамуш, Килиан Мбаппе                                                                         |
| 1962 Чили                      | 1         | Флориан Альберт                                                                                      |
| 1998 Франция                   | 1         | Габриэль Батистута                                                                                   |
| 2010 ЮАР                       | 1         | Гонсало Игуаин                                                                                       |

### Хет-трики по сборным

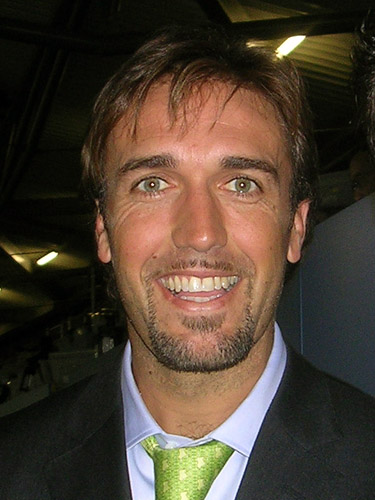
Автор двух хет-триков на мировых перавенствах Габриэль Батистута

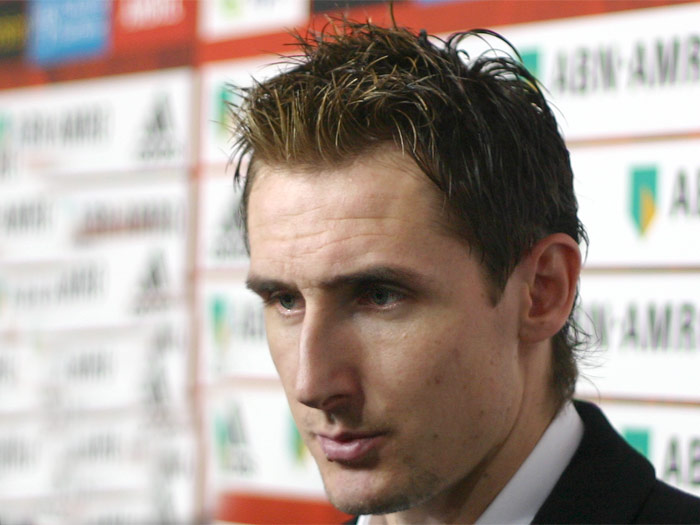
Мирослав Клозе — один из двух футболистов (вместе с Томашем Скугравым), кто забивал три мяча в матче головой

Наибольшее число раз авторами хет-триков становились немцы: всего за годы выступления на мировых первенствах игроки Веймарской республики, ФРГ и Германии забивали хет-трики семь раз. Два раза подобным достижением отличился Герд Мюллер и ещё по одному разу по три мяча забивали Эдмунд Конен, Макс Морлок, Карл-Хайнц Румменигге, Мирослав Клозе и Томас Мюллер. Второе место делят сборные Аргентины, Венгрии и Португалии, игроки которых отметились четырьмя хет-триками. Всего же представители 23 государств, включая уже исчезнувшие СССР, Югославию и Чехословакию, хотя бы один раз забивали на чемпионате мира три и более голов в одной встрече.
| Страна       | Хет-трики | Игроки |
| ------------ | --------- | --- |
| Германия     | 7         | Эдмунд Конен (1934), Макс Морлок (1954), Герд Мюллер (1970), Карл-Хайнц Румменигге (1982), Мирослав Клозе (2002), Томас Мюллер (2014) |
| Аргентина    | 4         | Гильермо Стабиле (1930), Габриэль Батистута (1994 и 1998), Гонсало Игуаин (2010)                                                      |
| Венгрия      | 4         | Шандор Кочиш (1954), Флориан Альберт (1962), Ласло Кишш (1962)                                                                        |
| Португалия   | 4         | Эйсебио (1966), Педру Паулета (2002), Криштиану Роналду (2018), Гонсалу Рамуш (2022)                                                  |
| Англия       | 3         | Джеффри Херст (1966), Гари Линекер (1986), Гарри Кейн (2018)                                                                          |
| Бразилия     | 3         | Леонидас да Силва (1938), Адемир (1950), Пеле (1958)                                                                                  |
| Польша       | 3         | Эрнест Вилимовский (1938), Анджей Шармах (1974), Збигнев Бонек (1982)                                                                 |
| Уругвай      | 3         | Хосе Сеа (1930), Оскар Мигес (1950), Карлос Борхес (1954)                                                                             |
| Франция      | 3         | Жюст Фонтен (1958), Килиан Мбаппе (2022)                                                                                              |
| Австрия      | 2         | Эрих Пробст (1954), Теордор Вагнер (1954)                                                                                             |
| Испания      | 2         | Эмилио Бутрагеньо (1986), Мичел (1990)                                                                                                |
| Италия       | 2         | Анджело Скьявио (1934), Паоло Росси (1982)                                                                                            |
| Чехословакия | 2         | Олдржих Неедлы (1934), Томаш Скугравый (1990)                                                                                         |
| Швейцария    | 2         | Йозеф Хюги (1954), Джердан Шакири (2014)                                                                                              |
| Швеция       | 2         | Густав Веттерстрём (1938), Харри Андерссон (1938)                                                                                     |
| Дания        | 1         | Пребен Элькьер-Ларсен (1986) |
| Нидерланды   | 1         | Роб Ренсенбринк (1978) |
| Перу         | 1         | Теофило Кубильяс (1978) |
| Россия       | 1         | Олег Саленко (1994) |
| СССР         | 1         | Игорь Беланов (1986) |
| США          | 1         | Берт Пэтноуд (1930) |
| Турция       | 1         | Бурхан Саргын (1954) |
| Югославия    | 1         | Душан Баевич (1974) |